# Pommernwall

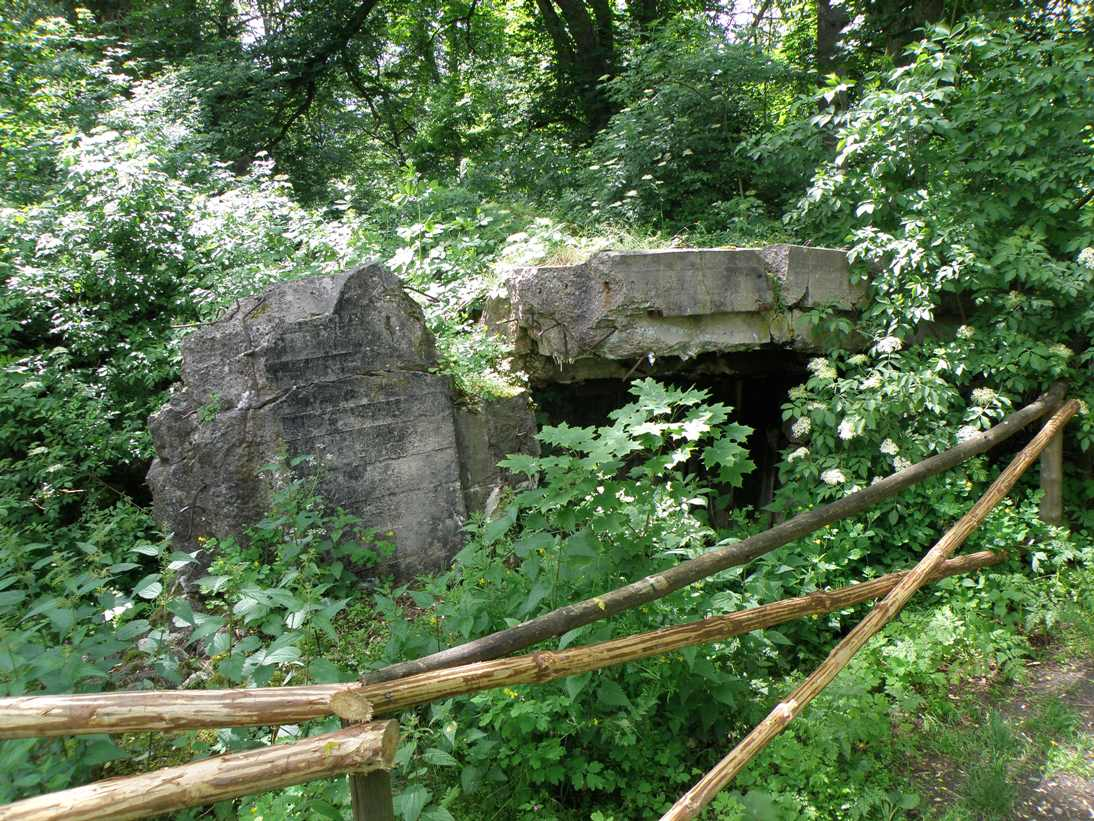
Restant van de Pommernwall bij Zdbice

De Pommernwall, ook wel Pommern-Stellung of Pommernlinie genoemd, was een Duitse verdedigingslinie die werd gebouwd tussen 1932 en 1945 in Pommeren. De linie met verdedigingswerken werd in twee delen aangelegd. Aanvankelijk werden er lichte verdedigingswerken gebouwd om zo een eventuele aanval van Polen af te kunnen slaan. In 1935 was de Pommernwall klaar en liep van Landsberg an der Warthe (Gorzów Wielkopolski) naar Baldenburg (Biały Bór) en Pollnow (Polanów). Bij Neustettin (Szczecinek) en Deutsche-Krone (Wałcz) lagen enkele sterke fortificaties. 
De tweede fase van de bouw begon tijdens de Tweede Wereldoorlog. Na diverse nederlagen te hebben geleden aan het oostfront, rukten de troepen van de Sovjet-Unie snel op naar het Duitse rijk. Om het Rode Leger tot stilstand te brengen, werd de Pommernwall tussen juli 1944 en januari 1945 flink opgeknapt en versterkt. In de eerste maanden van 1945 vonden er enkele fikse gevechten plaats bij de verdedigingslinie, maar door de snelle vorderingen van het Rode Leger werd de verdedigingslinie maar matig bezet. Delen van de linie werden omzeild door de Sovjettroepen en andere delen werden volkomen genegeerd doordat er geen Duitse soldaten waren. Bij het Pommerenoffensief in maart 1945 braken de legers van de Sovjet-Unie op verschillende plekken door de linie heen en niet lang daarna was de hele Pommernwall onder de voet gelopen.